# Tropic (paquebot de 1872)
Pour les articles homonymes, voir Tropic.
Le Tropic est un paquebot-mixte britannique de la White Star Line, sister-ship de l'Asiatic. Construit par les chantiers Thomas Royden and Sons de Liverpool, il n'est acquis par la compagnie que durant la fin de sa construction. Après une période d'essai sur la route de Calcutta, il est redirigé fin 1872 sur la route de l'Amérique du Sud, et participe avec quatre autres navires à l'éphémère tentative de la White Star pour s'imposer sur cette ligne. Dès le printemps 1873, cependant, le naufrage de l'Atlantic, couplé à ses faibles performances, pousse la compagnie à se séparer de la paire de navires.
Vendu en 1873 à la compagnie J. Serra y Font de Bilbao, le Tropic est renommé Federico. La suite de sa carrière est très peu connue. Sans changer de nom, il est ensuite vendu à la Cia. de Nav. La Flecha en 1886, toujours à Bilbao. Il est finalement démoli en 1894. La White Star redonne pour sa part son nom à un autre navire en 1904.

## Histoire

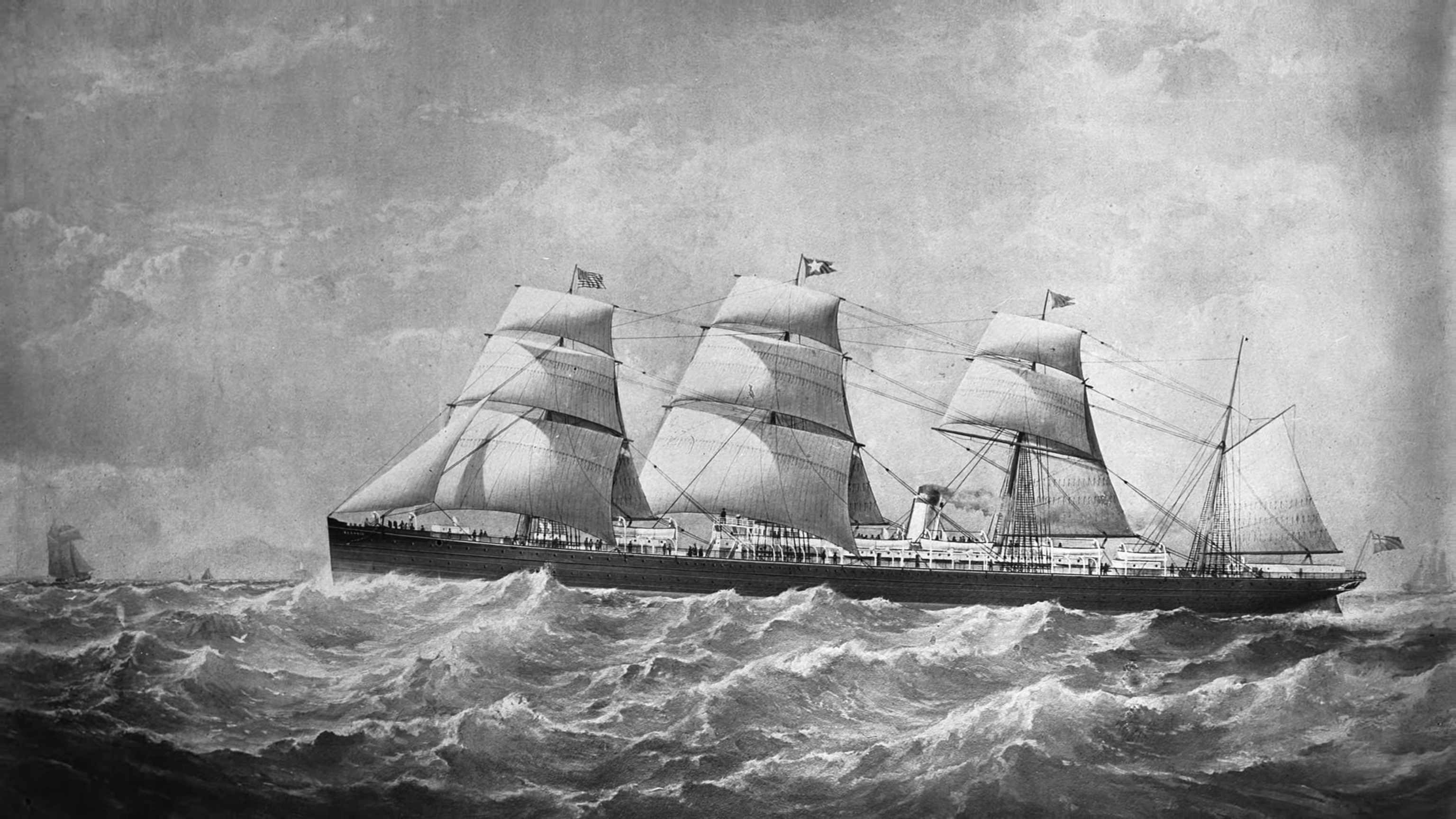
Le naufrage de l'Atlantic oblige la White Star Line à se séparer prématurément du Tropic et de son jumeau.

Le Tropic est à l'origine mis en chantier, de même que son jumeau l'Asiatic pour le compte du constructeur, avant que les coques en construction ne soient mises en vente et achetées par la White Star Line alors que la compagnie commence ses activités sous la direction de Thomas Henry Ismay. Cela explique que la construction ne se soit pas déroulée dans les chantiers Harland & Wolff, malgré les liens étroits entre les deux entreprises, mais chez Thomas Royden & Sons à Liverpool. Le navire est lancé le 14 octobre 1871. C'est un cargo de taille modeste, avec 2 093 tonneaux, destiné également à transporter une dizaine de passagers de première classe, qui tranche fortement avec les navires de classe Oceanic mis en service sur l'Atlantique Nord à la même époque.
La date exacte du voyage inaugural du Tropic, comme celle de l'Asiatic, est inconnue. Si 1871 est parfois avancée, c'est peu probable en considérant la date du lancement du navire. La première route sur laquelle sont envoyés les deux navires est celle de Liverpool à Calcutta, en passant par le canal de Suez inauguré l'année précédente. Sa rentabilité est vite remise en question, cependant : les navires doivent affronter une forte concurrence, notamment celle de la P&O, mais aussi celle de l'Indra Line, compagnie appartenant aux chantiers Royden. Dès le 2 novembre 1872, le navire est donc déplacé sur la route à destination de Valparaíso. La compagnie tente en effet de s'implanter sur cette ligne en y envoyant, outre le Tropic et son jumeau, le Republic, le Gaelic et le Belgic. La rude concurrence entraîne cependant un rapide abandon de l'entreprise. Dès le 4 juin suivant, le Tropic effectue son dernier voyage sous le pavillon de la White Star Line.
Trois mois auparavant, la compagnie a perdu l'un de ses principaux paquebots, l'Atlantic, dans un naufrage particulièrement meurtrier. Le drame coûte beaucoup à une compagnie encore naissante. La vente de l'Asiatic et du Tropic s'impose donc pour combler ces frais.
Le Tropic est revendu à la société J. Serra y Font de Bilbao, qui le renomme Federico, peint sa cheminée en noir, et l'exploite de 1873 à 1886. Sa carrière après sa sortie de la flotte de la White Star est peu connue. En 1886, il est vendu à la Compania de Navegación La Flecha, toujours à Bilbao, qui conserve son nom. Cette dernière l'exploite jusqu'en 1894, et le navire est démoli dans le Lancashire en octobre de cette année. En 1904, la White Star Line donne le nom de Tropic à un deuxième navire, qui sert la compagnie jusqu'en 1923.

## Caractéristiques
Le Tropic est un cargo de taille modeste, jaugeant 2 093 tonneaux de jauge brute, ce qui le rend légèrement plus petit que son jumeau, l'Asiatic (certaines sources indiquent cependant que les deux navires ont un tonnage identique). Tous deux ont en revanche la même taille, avec 99,5 mètres de long sur 10,7 de large. Le navire dispose de quatre mâts et d'une cheminée aux couleurs de la compagnie (ocre brun à manchette noire, qui devient totalement noire après 1873), et peut-être propulsé à la voile. Il dispose également de deux machines alternatives coumpound à deux cylindres alimentant une hélice, ce qui lui permet de naviguer à environ 12 nœuds.
Avec un seul pont, le Tropic est avant tout conçu pour transporter des marchandises. Il peut cependant embarquer une dizaine de passagers, dans des conditions inconnues. 42 membres d'équipage servent à bord.